# Žerůtky
Žerůtky är en ort i Tjeckien.   Den ligger i regionen Södra Mähren, i den sydöstra delen av landet, 170 km sydost om huvudstaden Prag. Žerůtky ligger 356 meter över havet och antalet invånare är 269.
Terrängen runt Žerůtky är lite kuperad, och sluttar österut. Runt Žerůtky är det tätbefolkat, med 442 invånare per kvadratkilometer. Närmaste större samhälle är Znojmo, 8,4 km sydost om Žerůtky. Trakten runt Žerůtky består till största delen av jordbruksmark.